# Augsburger Volkshochschule

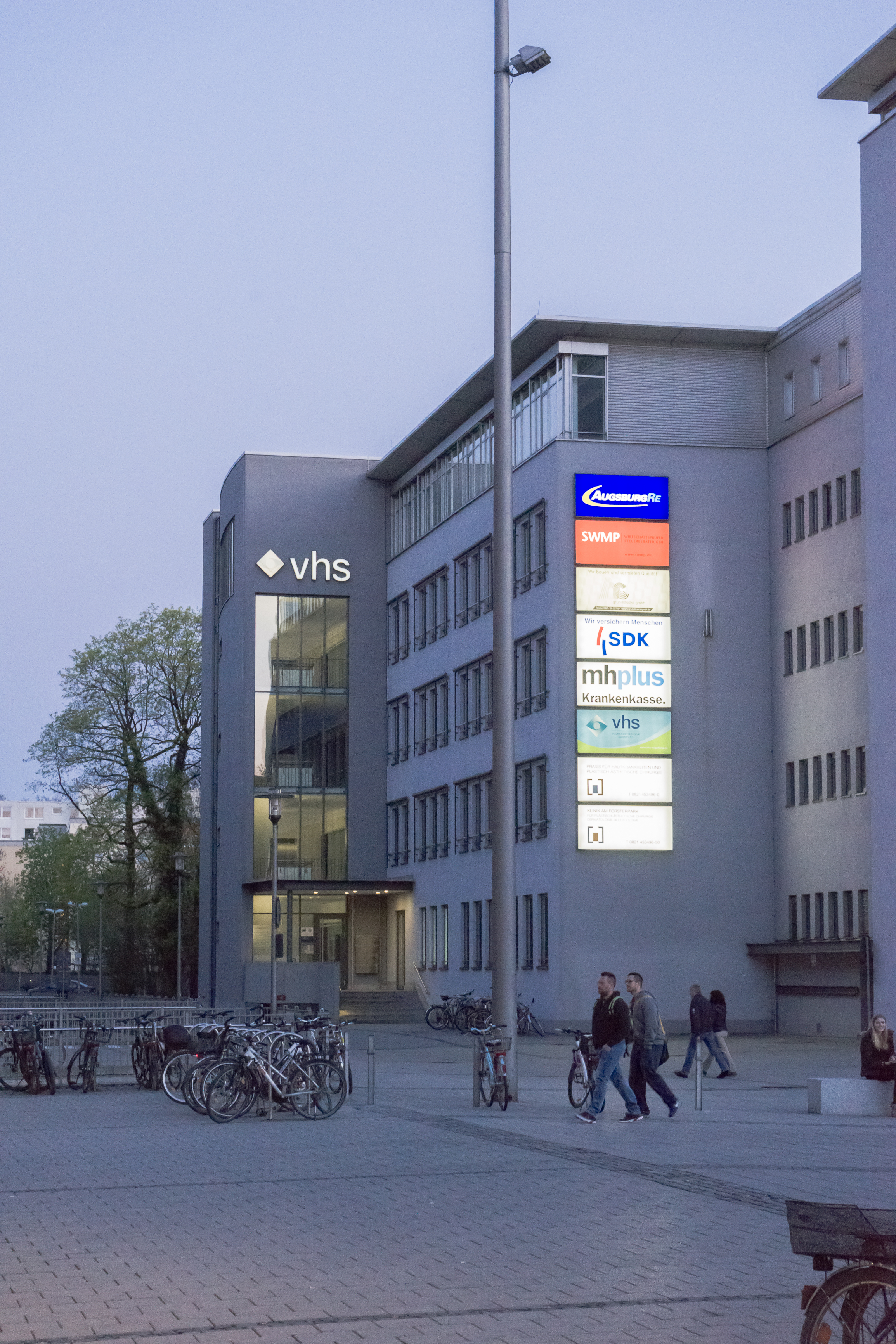
Augsburger Volkshochschule bei Sonnenuntergang.

Die Augsburger Volkshochschule ist nach der Münchner und der Nürnberger die drittgrößte Volkshochschule Bayerns.
Gegründet wurde sie am 19. März 1904 vom Oberbürgermeister der Stadt Augsburg Georg von Wolfram.
Sie war die erste deutsche Volkshochschule, die international anerkannte Sprach-Zertifikate wie den Test of English as a Foreign Language (TOEFL) verleihen durfte.
Ihr Programm umfasst jährlich über 3.700 Veranstaltungen aus Kursen, Seminaren, Workshops, Vorträgen, Symposien, Exkursionen, Städte- und Museumsführungen, Ausstellungen, Studienreisen, Foren und Kulturveranstaltungen, die von ca. 67.000 Menschen genutzt werden.
Es sind neben 37 festangestellten Mitarbeitern etwa 650 freie Dozenten tätig.

## Programmbereiche

### Ausbildungsakademie
An der Ausbilderakademie wird u. a. in Zusammenarbeit mit der Deutschen Gesellschaft für Supervision (DGSv) eine Ausbildung zur Supervisorin / Supervisor angeboten.

### Berufliche Bildung / EDV
Im Bereich Berufliche Bildung werden Themen zur Entwicklung beruflicher Kompetenzen an. Das Kursangebot erstreckt sich über berufliche Schlüsselqualifikationen (z. B. Managementkompetenzen, Rhetorik und Kommunikation, Büro- und Arbeitsorganisation, kaufmännisches Grundwissen, Bewerbungstraining) bis hin zu IT-/ Medien- und Rechtsfragen. Das bundesweit anerkannte Kurs- und Zertifikatssystem "Xpert Business (XB)" ermöglicht die Zertifizierung von kaufmännischen und betriebswirtschaftlichen Kompetenzen, vom Einsteiger- bis zum Profiniveau.
Im Bereich Elektronische Datenverarbeitung reichen die einzelnen Bestandteile der Kurse von Microsoft Office über Grafikanwendungen (z. B. Adobe Creative Suite, Adobe Illustrator, Adobe Photoshop, Adobe Photoshop Lightroom, Adobe Photoshop Elements), Multimedia, Internet (z. B. Facebook, Google, Twitter, XING), Websiteerstellung (z. B. WordPress, HTML) / Webdesign, Programmieren (z. B. Java, C#, Android), den Umgang mit Betriebssystemen, Tablets und Smartphones bis hin zu Spezialitäten wie AutoCAD.
Eine Besonderheit ist dabei die Möglichkeit des Erwerbs von weltweit einheitlichen und anerkannten Zertifikaten (z. B. Microsoft Office-Specialist  (MOS) und Adobe-Certified-Associate-Zertifikaten).

### Gesellschaft
Im Bereich Gesellschaft werden Kurse zu den Themenkomplexen Allgemeinbildung, Geschichte, Politik / Zeitgeschehen und Psychologie angeboten.

### Gesundheit und Ernährung
Im Bereich Gesundheit setzt sich das Programm aus Themen der einzelnen Bereiche Medizin, Gesundheitsvorsorge, Ernährung, Entspannung, fernöstliche Methoden (Yoga), Bewegung / Fitness (Wassergymnastik, Pilates) sowie Sport und Tanz zusammen.
Das Angebot an Tanzkursen reicht von Flamenco über klassische Gesellschaftstänze, Salsa und Set Dance bis hin zu Volkstanz.

### Kunst und Kultur
Im Bereich Kunst und Kultur werden Kurse zum Themenkomplex künstlerisches Gestalten, Kunstgeschichte, Literatur, Musik, Religion und Theater angeboten.
Das Angebot an Mal- und Zeichenkursen reicht von Aquarell, Acryl, Öl und Mischtechniken über Akt- und Porträtzeichnen bis hin zu Mappenkursen zur Vorbereitung auf die Aufnahmeprüfung an Hochschulen, Modeschulen und Akademien.
Das Kunsthandwerksangebot umfasst Bildhauerei, Filzen, Fotografie (Akt, Porträt), Korbflechten, Schmuckerzeugung, Schreinern, Schweißen und Töpfern.
Das Musikangebot beinhaltet Kurse wie die Erlernung von Blas-, Saiten- und Tasteninstrumenten, die Notenlehre sowie die Stimmschulung.

### Sprachen
Im Bereich Sprachen beinhalten die Kurse Fremdsprachen wie Englisch, Italienisch, Französisch und Spanisch bis hin zu den selten unterrichteten Sprachen wie Altägyptisch oder Neugriechisch. Einen großen Anteil haben offene Deutschkurse und allgemeine und berufsbezogene Integrationskurse. Diese Kurse werden vom BAMF entweder voll- oder teilfinanziert.

### vhs unterwegs
Im Bereich vhs unterwegs setzt sich das Programm aus Exkursionen, Reise-, Fahrten- und Wanderangeboten zusammen.

## Partner und Kooperationen
- Stadt Augsburg
- Münchner Volkshochschule
- Bildungszentrum Nürnberg

## Gremien

### Vorstand
- Marina Bilotta-Gutheli

### Aufsichtsrat
- Vorsitzende: Martina Wild, Bürgermeisterin

### Kursleitervertretung
- Beate Hartley-Lutz
- Livia Arena-Schönberger